# Список пуншей, производившихся в СССР

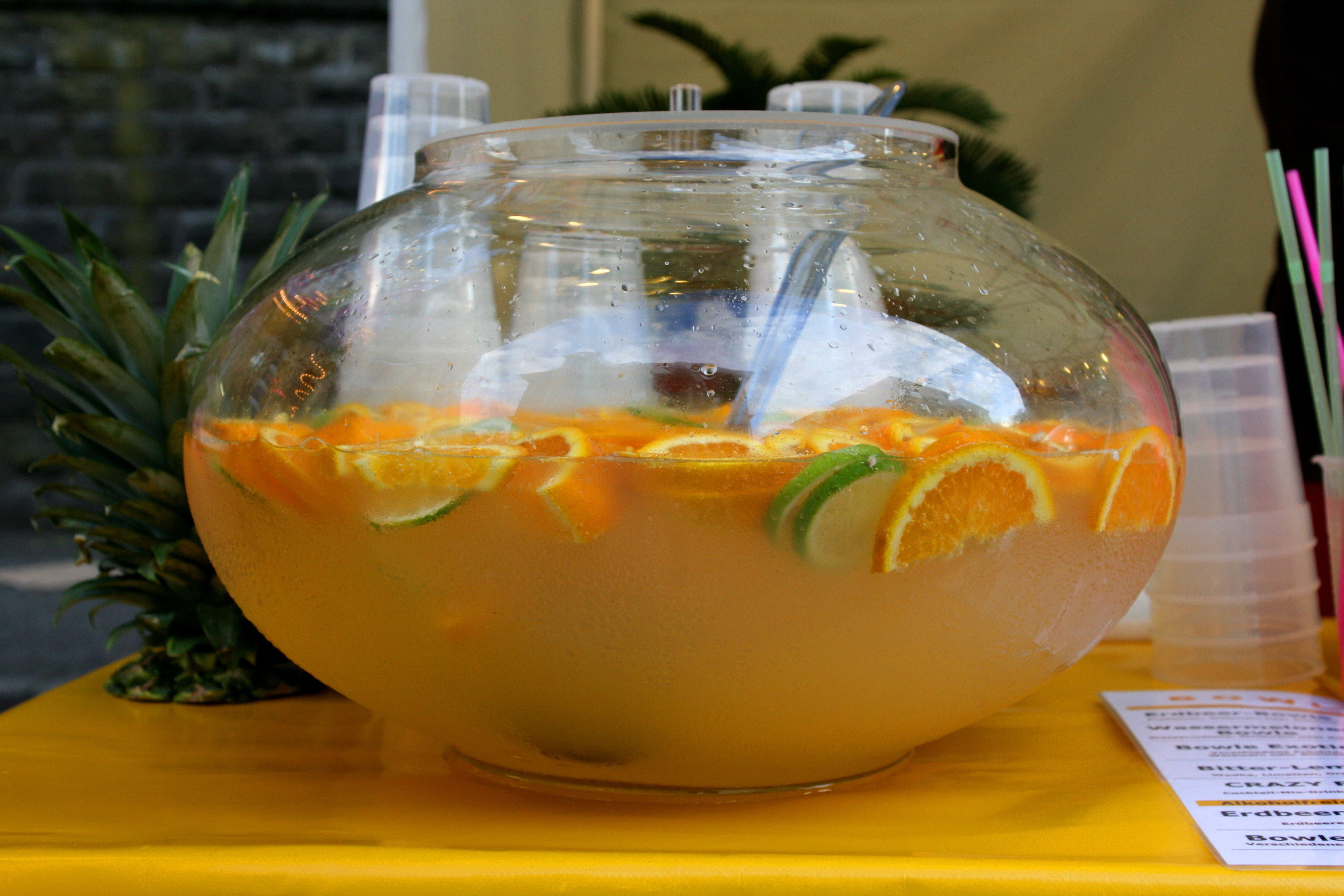
Один из способов подачи пунша

В список включены пунши, производившиеся в СССР промышленно.
В Советском Союзе начиная с конца 1950-х годов промышленно производилось не менее 27 сортов сладких и кисло-сладких тонизирующих алкогольных напитков средней крепости с достаточно высоким содержанием общего экстракта и сахара, которые назывались пуншами. Напитки производились из плодово-ягодного и пряноароматического сырья, содержали 17—18 % объёмной доли спирта, 33—40 грамм/100 мл сахара и разливались в бутылки ёмкостью 0,5 литра. Советские пунши заводского производства при употреблении рекомендовалось разбавлять горячим чаем, кипятком или газированной водой в соотношении 1:1. Наименования эти напитки зачастую получали в соответствии с сырьём, влиявшим на их вкус и аромат.

## Легенда
Список построен на основе «Энциклопедического словаря спиртных напитков» Г. Ю. Багриновского, «Рецептур ликёров, наливок, пуншей, десертных напитков, настоек и инструкция по приготовлению полуфабрикатов к ним» под редакцией В. Н. Фединой и «Рецептур ликёро-водочных изделий и водок» под редакцией А. И. Ковалевской. Элементы списка представлены в алфавитном порядке. Ссылки на источники информации для каждой строки таблиц списка и комментариев, приведённых к соответствующим строкам, сгруппированы и располагаются в столбце Примечания. Сортировка может проводиться по любому из выбранных столбцов таблиц, за исключением Состава и Примечаний.
- Физико-химические показатели напитков:
  - Крепость — крепость напитка, процентная объёмная доля (% об.) безводного этилового спирта.
  - Экстракт — общий экстракт, суммарная концентрация всех растворенных в напитке нелетучих веществ, г/100 мл.
  - Сахар — общий сахар, г/100 мл.
  - Кислотность — кислотность напитка, г/100 мл.
- Органолептические показатели напитков:
  - Цвет — цвет напитка.
  - Вкус — общая характеристика вкуса напитка.
  - Аромат — общая характеристика аромата напитка.
- Состав — краткое описание элементов, входивших в состав напитка.

## Список пуншей
| Наименование                 | Крепость, % об. | Экстракт, г/100 мл. | Сахар, г/100 мл. | Кислотность, г/100 мл. | Цвет                          | Вкус/ Аромат                                                                                           | Состав | Пр.                  |
| ---------------------------- | --------------- | ------------------- | ---------------- | ---------------------- | ----------------------------- | --- | --- | -------------------- |
| Айвовый                      | 17              | 39,4                | 38               | 0,5                    | золотисто-жёлтый              | кисло-сладкий вкус, аромат айвы с оттенком пряностей и цитрусовых                                      | Вода, спирт этиловый, айвовый спиртованный сок, корица, гвоздика, ванилин, сахарный сироп, лимонная кислота, колер, горькоминдальное и лимонное масла.                                         | [ 3 ] [ 4 ] [ 5 ]    |
| Алычовый                     | 17              | 39,7                | 38               | 0,67                   | золотисто-жёлтый              | кисло-сладкий вкус, аромат алычи                                                                       | Вода, спирт этиловый, алычовый спиртованный сок, корица, гвоздика, лимонная корка, мускатный орех, ванилин, сахарный сироп, лимонная кислота и горькоминдальное масло.                         | [ 3 ] [ 6 ] [ 7 ]    |
| Апельсиновый                 | 17              | 34,65               | 34               | 0,5                    | оранжевый                     | кисло-сладкий вкус, аромат апельсина                                                                   | Вода, спирт этиловый, свежая апельсиновая корка, корица, гвоздика, клубничный спиртованный сок, мускатный орех, сахарный сироп, лимонная кислота и красный пищевой краситель.                  | [ 3 ] [ 8 ] [ 9 ]    |
| Ассорти (витаминизированный) | 17              | 41,35               | 38—40            | 0,5                    | оранжевый                     | кисло-сладкий вкус, аромат шиповника                                                                   | Вода, спирт этиловый, клюквенный спиртованный сок, морс из шиповника, лимонная корка, витамин C, сахарный сироп, лимонная кислота и красный пищевой краситель.                                 | [ 3 ] [ 10 ]         |
| Барбарисовый                 | 17              | 39,3                | 38,5             | 0,55                   | бордово-красный               | кисло-сладкий с привкусом пряностей вкус, аромат барбариса и пряностей                                 | Вода, спирт этиловый, барбарисовый спиртованный сок, корица, гвоздика, лимонная корка, мускатный орех, ванилин, сахарный сироп и лимонная кислота.                                             | [ 3 ] [ 11 ]         |
| Винный                       | 17              | 34,7                | 34               | 0,5                    | оранжево-красный              | сладкий вкус, аромат виноградного вина и пряностей                                                     | Вода, спирт этиловый, клубничный спиртованный сок, корица, гвоздика, лимонная корка, мускатный орех, кардамон, ванилин, ромовая эссенция, портвейн, коньяк, сахарный сироп и лимонная кислота. | [ 3 ] [ 12 ] [ 13 ]  |
| Вишнёвый                     | 17              | 39,8                | 38               | 0,5                    | тёмно-вишнёвый                | кисло-сладкий вкус, аромат вишни и пряностей                                                           | Вода, спирт этиловый, вишнёвый спиртованный сок, корица, гвоздика, лимонная корка, горький миндаль, сахарный сироп, лимонная кислота и горькоминдальное масло.                                 | [ 3 ] [ 14 ] [ 15 ]  |
| Жигулёвский                  | 17              | 38,1                | 37               | 0,5                    | золотистый                    | кисло-сладкий вкус, аромат фруктов и пряностей                                                         | Вода, спирт этиловый, яблочный спиртованный сок, морс из кураги, корица, гвоздика, мускатный орех, миндаль, сахарный сироп, лимонная кислота и лимонное масло.                                 | [ 3 ] [ 16 ]         |
| Жимолостной                  | 17              | 34,1                | 33               | 0,8                    | тёмно-красный                 | кисло-сладкий вкус, аромат жимолости                                                                   | Вода, спирт этиловый, жимолостный и голубичный спиртованные соки, ароматный спирт лимонной корки, мускатный орех, ванилин, ромовая эссенция, сахарный сироп и лимонная кислота.                | [ 17 ]               |
| Киевский                     | 17              | 40,8                | 37               | 0,4                    | золотисто-жёлтый              | кисло-сладкий вкус, аромат округлённый без выделения аромата отдельных ингредиентов                    | Вода, спирт этиловый, айвовый спиртованный сок, лимонная корка, медовая эссенция, сахарный сироп, колер и лимонная кислота.                                                                    | [ 3 ] [ 18 ]         |
| Кизиловый                    | 17              | 39,4                | 38               | 0,5                    | красный                       | кисло-сладкий вкус, аромат кизила и пряностей                                                          | Вода, спирт этиловый, кизиловый спиртованный сок, корица, гвоздика, ванилин, сахарный сироп, лимонная кислота и лимонное масло.                                                                | [ 3 ] [ 19 ] [ 20 ]  |
| Клюквенный                   | 17              | 35                  | 33,8—34          | 0,78                   | красный                       | кисло-сладкий вкус, аромат клюквы и пряностей                                                          | Вода, спирт этиловый, морсы из клюквы и черники, гвоздика, ваниль, лимонная корка, сахарный сироп, лимонная кислота и лимонное масло.                                                          | [ 3 ] [ 21 ]         |
| Коньячный                    | 17              | 34,8                | 34               | 0.5                    | светло-коричневый             | кисло-сладкий вкус с лёгким привкусом пряностей, аромат коньяка                                        | Вода, спирт этиловый, коньяк, бенедиктин, морс из рябины, гвоздика, мускатный орех, лимонная корка, сахарный сироп и лимонная кислота.                                                         | [ 3 ] [ 22 ] [ 23 ]  |
| Кубанский                    | 17              | 39,3                | 38               | 0,5                    | красный                       | кисло-сладкий вкус, аромат фруктов и пряностей                                                         | Вода, спирт этиловый, айвовый, вишнёвый и малиновый спиртованные соки, корица, гвоздика, сахарный сироп, лимонная кислота, миндальное и лимонное масла.                                        | [ 3 ] [ 24 ] [ 25 ]  |
| Лимонник                     | 17              | 35,81               | 35               | 0,83                   | пунцово-красный               | кисло-сладкий вкус, аромат лимонника                                                                   | Вода, спирт этиловый, айвовый, спиртованный сок лимонника, ароматный спирт лимонной корки, корица, гвоздика, миндаль, мускатный орех, ванилин, сахарный сироп и лимонная кислота.              | [ 26 ]               |
| Майга                        | 18              | 34,2                | 33               | 0,65                   | жёлтый с оранжевым оттенком   | кисло-сладкий вкус, аромат округлённый                                                                 | Вода, спирт этиловый, клюквенный и яблочный спиртованные соки, сок или морс цидонии, корица, гвоздика, ванилин, лимонная корка, мускатный орех, сахарный сироп и лимонная кислота.             | [ 27 ] [ 28 ]        |
| Малиновый                    | 17              | 40                  | 33—39            | 0,5                    | малиново-красный              | кисло-сладкий, слегка пряный вкус, аромат малины и пряностей                                           | Вода, спирт этиловый, малиновый спиртованный сок, морс из черники, лимонная корка, мускатный орех, ванилин, ромовая эссенция, сахарный сироп и лимонная кислота.                               | [ 29 ] [ 30 ] [ 31 ] |
| Медовый                      | 17              | 34,3                | 33,7—34          | 0,5                    | золотисто-жёлтый              | кисло-сладкий вкус, аромат мёда и пряностей                                                            | Вода, спирт этиловый, яблочный спиртованный сок, мёд, корица, мускатный орех, ванилин, кардамон, ромовая эссенция, колер, сахарный сироп, лимонная кислота и ароматный спирт лимонного масла.  | [ 29 ] [ 32 ]        |
| Неринга                      | 17              | 36,8                | 35               | 0,6                    | рубиновый                     | кисло-сладкий вкус, сложный аромат                                                                     | Вода, спирт этиловый, рябиновый, клюквенный и вишнёвый спиртованные соки, портвейн, тартразин, сахарный сироп, лимонная кислота и апельсиновое масло.                                          | [ 29 ] [ 33 ]        |
| Полесский                    | 17              | 39,5                | 35—38,2          | 0,7                    | тёмно-красный или рубиновый   | кисло-сладкий вкус, аромат клюквы и пряностей                                                          | Вода, спирт этиловый, клюквенный и черносмородиновый спиртованные соки, портвейн, корица, гвоздика, ванилин, мускатный орех, сахарный сироп, лимонная кислота и лимонное масло.                | [ 29 ] [ 34 ]        |
| Рябиновый                    | 17              | 42,66               | 40               | 0,5                    | коричневый с красным оттенком | кисло-сладкий вкус с привкусом пряностей, аромат рябины и черёмухи                                     | Вода, спирт этиловый, морсы из рябины и черёмухи, мандариновая корка, корица, гвоздика, ванилин, сахарный сироп и лимонная кислота.                                                            | [ 29 ] [ 35 ]        |
| Сибирский                    | 17              | 36,3                | 35               | 0,6                    | клюквенно-красный             | кисло-сладкий аромат с незначительной горечью, аромат округлённый с преобладанием клюквы               | Вода, спирт этиловый, морсы из клюквы и рябины, сахарный сироп и лимонная кислота. | [ 29 ] [ 36 ]        |
| Сливовый                     | 17              | 40,5                | 38—38,4          | 0,5                    | красный с оранжевым оттенком  | кисло-сладкий вкус, аромат сливы и пряностей                                                           | Вода, спирт этиловый, сливовый спиртованный сок, морс из чернослива, корица, гвоздика, ванилин, мускатный орех, лимонная корка, сахарный сироп и лимонная кислота.                             | [ 29 ] [ 37 ]        |
| Цидония                      | 17              | 35,75               | 34,7             | 0,7                    | жёлтоватый                    | кисло-сладкий вкус с оттенком пряностей и цитрусовых, аромат цидонии с оттенком пряностей и цитрусовых | Вода, спирт этиловый, морс из цидонии, портвейн белый, корица, ваниль, миндаль, лимонная корка, сахарный сироп и лимонная кислота.                                                             | [ 29 ] [ 38 ]        |
| Черёмуховый                  | 17              | 34,9                | 33               | 0,5                    | тёмно-красный                 | кисло-сладкий вкус, аромат черёмухи и пряностей                                                        | Вода, спирт этиловый, морс из черёмухи, черничный спиртованный сок, портвейн белый, гвоздика, мускатный орех, сахарный сироп и лимонная кислота.                                               | [ 29 ] [ 39 ]        |
| Черносмородиновый            | 17              | 40                  | 39               | 0,6                    | тёмно-красный                 | кисло-сладкий вкус, аромат чёрной смородины и пряностей                                                | Вода, спирт этиловый, черносмородиновый спиртованный сок, корица, гвоздика, ванилин, мускатный орех, лимонная корка, сахарный сироп и лимонная кислота.                                        | [ 29 ] [ 40 ] [ 41 ] |
| Яблочный                     | 17              | 33—36               | 32—35            | 0,5                    | золотисто-жёлтый              | кисло-сладкий вкус, аромат яблок с оттенком цитрусовых                                                 | Вода, спирт этиловый, яблочный спиртованный сок, ананасная эссенция, ванилин, лимонная корка, сахарный сироп и лимонная кислота.                                                               | [ 29 ] [ 42 ] [ 43 ] |

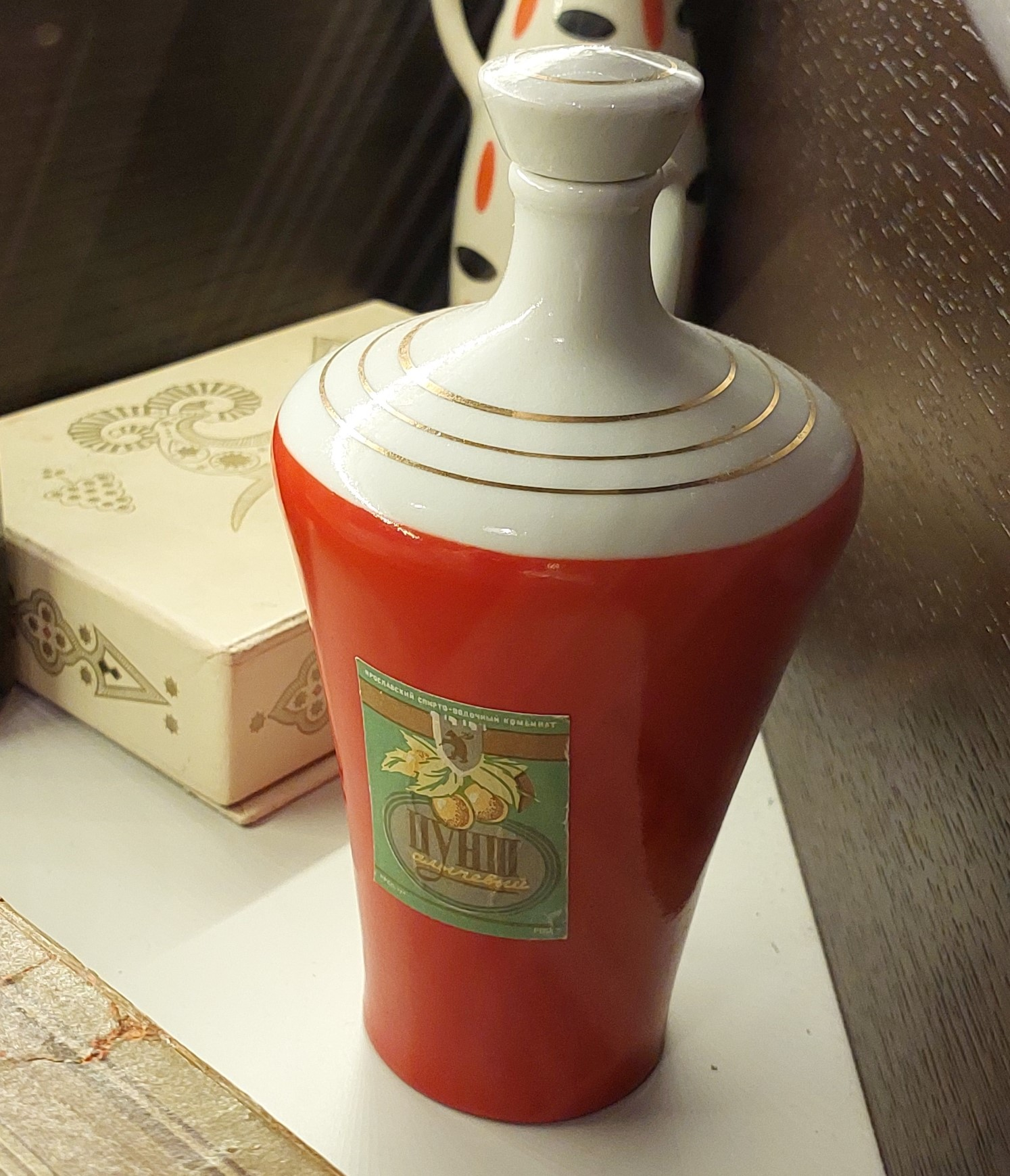
Бутылка из под пунша «Алычёвый» в Музее техники Вадима Задорожного

### Комментарии
1. ↑  Помимо этого выпускался ряд сладких газированных алкогольных напитков низкой крепости, содержащих 7 % объёмной доли спирта и 10—11 грамм/100 мл сахара, также называвшихся пуншами, однако в текущем списке они не рассматриваются.
2. ↑  Здесь и далее настой корицы первого и второго слива.
3. ↑  Здесь и далее настой гвоздики первого и второго слива.
4. ↑  Здесь и далее сахарный сироп 65,8 %.
5. 1 2  Или настой горького миндаля первого и второго слива.
6. ↑  Здесь и далее настой лимонной корки первого и второго слива.
7. ↑  Здесь и далее настой мускатного ореха первого и второго слива.
8. ↑  Здесь и далее настой апельсиновой корки первого и второго слива.
9. ↑  Здесь и далее все морсы первого и второго слива.
10. ↑  Здесь и далее настой кардамона первого и второго слива.
11. ↑  Настой горького миндаля первого и второго слива.
12. ↑  Здесь и далее настой миндаля первого и второго слива.
13. ↑  Здесь и далее настой ванили первого и второго слива.
14. ↑  Или настой миндаля первого и второго слива.
15. ↑  Настой мандариновой корки первого и второго слива.